# 埃尔茨塔尔
埃尔茨塔尔是德国巴登-符腾堡州的一个市镇。总面积46.63平方公里，总人口5967人，其中男性3033人，女性2934人（2011年12月31日），人口密度128人/平方公里。